# Segismundo I Kęstutaitis
Segismundo I Kęstutaitis (en lituano: Žygimantas Kęstutaitis; en polaco: Zygmunt Kiejstutowicz; nacido más tarde de 1350 y fallecido el 20 de marzo de 1440) fue gran duque de Lituania de 1432 a 1440.

## Biografía
Segismundo era hijo del gran duque Kęstutis y de su segunda mujer Biruta o Biruté, ambos fallecidos en 1382. Era asimismo hermano menor de Vitautas. Se le concedió el título de príncipe de Trakai, de Mozhaisk en 1383 y de Starodub en 1403. Segismundo fue ascendido al trono de Lituania en septiembre de 1432 por la nobleza rebelada contra su primo Švitrigaila, cuyas tropas son vencidas en Adema el 9 de diciembre de 1432.
Debe reconocer por los acuerdos realizados en Hrodna la supremacía del rey de Polonia Vladislao II Jagellón sobre Lituania. Debe del mismo modo otorgar a los nobles lituanos unos privilegios similares a los de los szlachta polacos. Establece notablemente un habeas corpus por el que ningún noble perseguido por la justicia puede ser arrestado sin una decisión judicial.
El 6 de mayo de 1434 Segismundo acuerda la igualdad de los derechos de los nobles ortodoxos y católicos de Lituania. Al año siguiente su primo Švitrigaila intenta volver al trono apoyándose en los caballeros teutónicos, pero es derrotado el 1 de septiembre de 1435 por los polacos y los lituanos coaligados en la batalla de Pabaiskas, cerca del río Sviataya. El Gran Maestre de Livonia de la Orden de los Caballeros Teutónicos, Franco Kerskoff muere y Švitrigaila debe refugiarse en Rusia.
Estimando que su poder estaba consolidado, Segismundo intenta recuperar de la nobleza las concesiones que habían acordado. Etos intentos crean un gran descontento que acaba con su asesinato a manos de conspiradores el 20 de marzo de 1440 en Trakai.

## Matrimonio y descendencia
Segismundo Kęstutaitis contrajo matrimonio con una hija del príncipe Andréi Odynczewicz, de la cual nació:
- Mykolas Boleslaw Žygimantaitis) (1406-1452) gran duque asociado de Lituania (1434-1435), Pretendiente al Gran Ducado de Lituania (1446-1448).

| Predecesor: Švitrigaila | Gran duque de Lituania 1432-1440 | Sucesor: Casimiro IV |